# Ballou
Ballou – jednostka osadnicza w Stanach Zjednoczonych, w stanie Oklahoma, w hrabstwie Mayes.